# Madhouse (estúdio)
Madhouse Inc. (株式会社マッドハウス, Kabushiki-gaisha Maddohausu) é um estúdio japonês de animação fundado em 1972 pelos ex-animadores da Mushi Pro, que incluem Osamu Dezaki, Rintaro e Yoshiaki Kawajiri.

## Lista de Trabalhos na televisão
- Aim for the Ace! (1973-1974, co-animado com Tokyo Movie)
- Yawara! (1989-1922)
- Yu Yu Hakusho (1992-1995, co-animado com o Pierrot)
- DNA² (1994, co-animado com Studio Deen)
- Montana Jones (1994-1995)
- Azuki-chan (1995-1998)
- Trigun (1998)
- Cardcaptor Sakura (1998-2000)
- Master Keaton (1998-2000)
- Bomberman B-Daman Bakugaiden (1998-1999)
- Super Doll Licca-Chan (1998-1999)
- Pet Shop of Horrors (1999)
- Jubei-chan: the Secret of the Lovely Eyepatch (1999)
- Di Gi Charat (1999-2001)
- Reign: The Conqueror (1999)
- Magic User's Club (1999)
- Bomberman B-Daman Bakugaiden V (1999-2000)
- Boogiepop Phantom (2000)
- Kazemakase Tsukikage Ran (2000)
- Hidamari no Ki (2000)
- Sakura Wars (2000)
- Hajime no Ippo: The Fighting! (2000-2002)
- Beyblade (2001)
- Galaxy Angel (2001-2004)
- Shingu: Secret of the Stellar Wars (2001)
- Chance Pop Session (2001)
- Magical Meow Meow Taruto (2001)
- X (2001-2002)
- Aquarian Age: Sign for Evolution (2002)
- Chobits (2002)
- Magical Shopping Arcade Abenobashi (2002)
- Pita-Ten (2002)
- Dragon Drive (2002-2003)
- Hanada Shonen Shi (2002-2003)
- Panyo Panyo Di Gi Charat (2002)
- Monster (2004-2005)
- Paradise Kiss (2005)
- Death Note (2006-2007)
- NANA (2006-2007)
- Black Lagoon (2006)
- Yume Tsukai (2006)
- Claymore (2007)
- Kobato (2009-2010)
- No Game No Life (2014)
- Parasyte -the maxim- (2014–2015)
- My Love Story!! (2015)
- One-Punch Man (2015)
- A Place Further than the Universe (2018)
- Cardcaptor Sakura: Clear Card (2018)
- My Love Story with Yamada-kun at Lv999 (2023)
- Frieren: Beyond Journey's End (2023-atualmente)